# 扬子克拉通

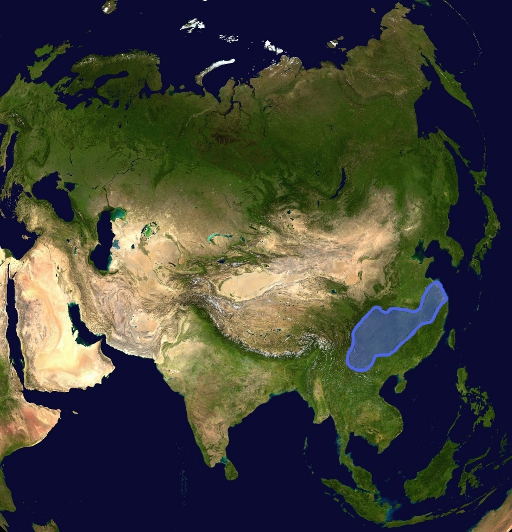
扬子克拉通位置

揚子克拉通，又名扬子陆块、华南陆块、華南克拉通，是個史前大陸或克拉通，目前是华南板块的一部分，範圍包含今日的长江中下游、中國西南部。華南陸塊先後為羅迪尼亞大陸、潘諾西亞大陸、岡瓦那大陸、盤古大陸、勞亞大陸、歐亞大陸的一部分。

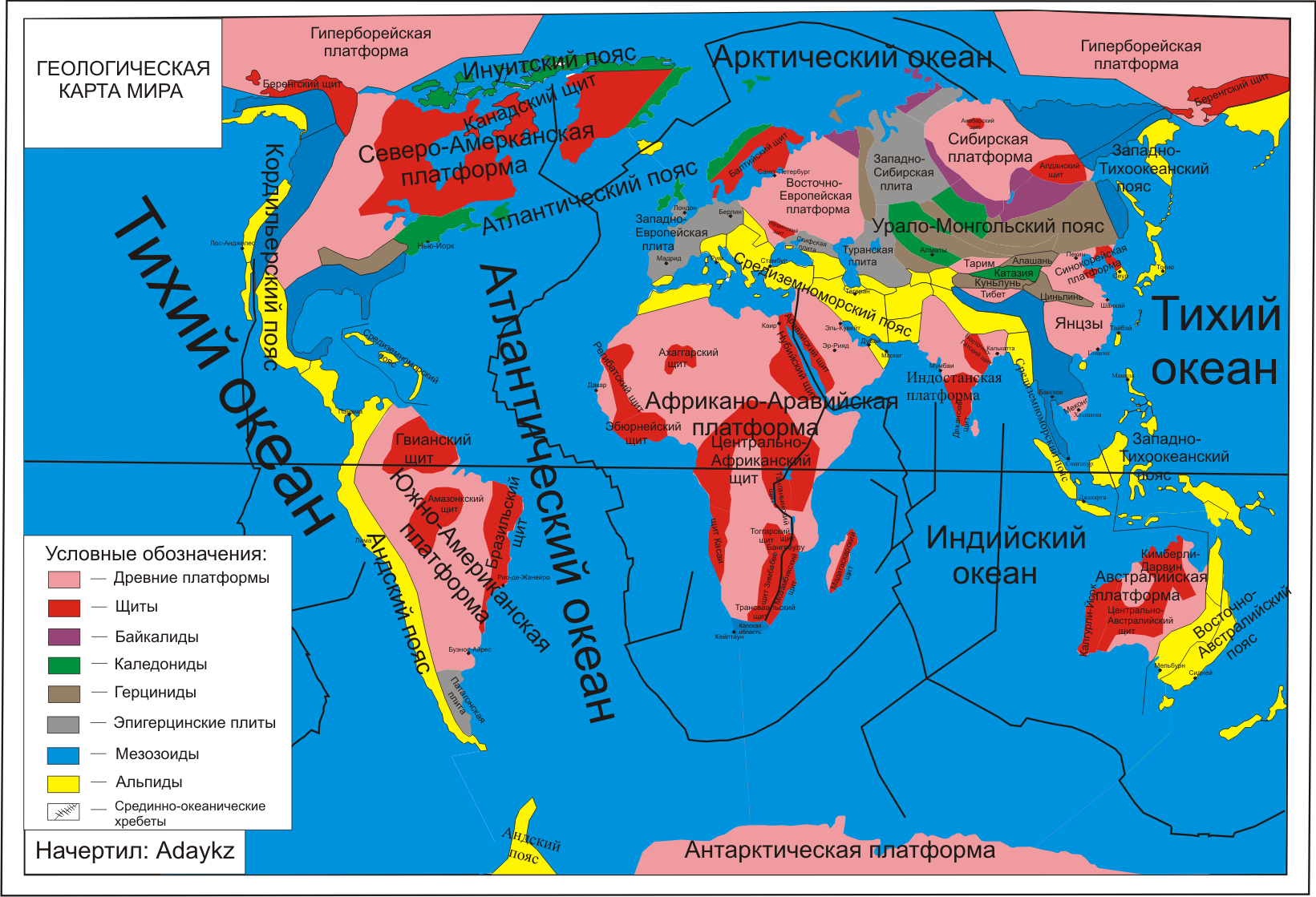
扬子克拉通 （說明文字為俄文, Янцзы）

大約10億年前的元古宙晚期，羅迪尼亞大陸形成。此時華南陸塊北鄰米洛維亞洋，東接西伯利亞大陸，西為澳洲，南為勞倫大陸。約7.5億年前，羅迪尼亞大陸分裂，華南陸塊成為獨立的大陸。
約1億年後，各大陸聚合成潘諾西亞大陸。華南陸塊連接者華北陸塊、岡瓦那大陸東部（澳洲）。潘諾西亞大陸分裂後，華南陸塊與華北陸塊連接者岡瓦那大陸東部。在志留紀，華南陸塊與華北陸塊個別與岡瓦那大陸東部分離，使原特提斯洋縮小，古特提斯洋形成。石炭紀晚期，華北陸塊與西伯利亞-哈薩克大陸開始連接，原特提斯洋閉合，華南陸塊仍是獨立的大陸。在二疊紀，華南陸塊位於熱帶地區，繁盛於石炭紀的大型石松大部分已滅絕，但仍存在於華南陸塊。辛梅利亞大陸（包含西藏、伊朗、土耳其）自岡瓦那大陸脫離，向北方移動，古特提斯洋縮小，特提斯洋形成。
三疊紀中期，辛梅利亞大陸東半部與華南陸塊碰撞。侏儸紀早期，華南陸塊與盤古大陸（華北陸塊部分）碰撞，形成今日的中國大陸。

## 中英文名称的翻译
目前，地质学的中文术语与英文术语，对华南板块与扬子板块所指的概念正好是反着的。在中文术语中，华南板块的范围更大，从秦岭淮河一直到中琉界溝，包括了扬子板块（即扬子克拉通）与华夏地块（华夏板块）。而在英文中，South China Continent（即Yangtze Craton），是指中文的扬子板块这个比较小的概念；而Yantze Continent是指中文的华南板块这个更大的概念。不过，“扬子克拉通”这个名称中英文是一致的，因为其南邻的华夏地块无论如何不能算是一个克拉通。

## 形成
这一节主要关注华南板块如何形成。传统上认为，华南板块由扬子板块和华夏地块在新元古代合并而成，形成江南造山带。如果赤门地块不存在，最后的合并时间应该推迟到侏罗纪。

### 扬子板块和华夏地块的合并
关于合并过程有4个主要的争议。
- 合并的时间并不清楚。[3]:179[1]:299–302[4]:9–39[5][6]:1173–1180[7]:263–274[8]:303–341

- 合并的过程不清楚。[6][9][10]:212–220[11]:18–30[12]:195–216

- 新元古代（830—740 Ma）碰撞后岩浆活动的起源未知。[7][13]:404–423[14]:85–109[15][16]:129–139[17]:171–181[18]:111–140[19]:1103[20]:351–383

- 在罗迪尼亚超大陆中的位置有争议。[1][14][17][18][19][21][22]:56–87[23]:903–906[15][24]

#### 合并时间
有两派说法。
- 先是被早或晚期古生代洋分隔开。[4]由潜没引发的海洋闭合发生在志留纪或三叠纪。[4]不过江南造山带一带没有志留纪或三叠纪岛弧岩浆活动。[3][5]因此，越来越多的学者开始反对这一假说。
- 在新元古代合并。[8][1][6][7]

#### 合并过程
假设有大量单向俯冲系统。多样性源自不同的潜没方式，如矩形潜没、斜向潜没或俯冲极性的改变。对于岩石的构造背景也有不同看法。:2001–2016（如洋内弧弧vs大陆弧、后弧vs前弧）。
尽管如此，只有发散双俯冲系统能对江南造山带的2个现象提供貌似可信的解释。
- 火山弧在新元古代早期于两个板块边缘产生。[6][12]这暗示大洋板块同时向两个相反的方向潜没。
- 大部分岩石仅仅经历过绿片岩相变质作用（即无高级变质作用）。[6]在单向潜没系统中，潜没的洋壳会将大陆地壳拖向潜没区，使地壳增厚、产生高级变质作用。[6]这理论更适合大陆深俯冲。[6]在发散双潜没系统中不会出现大陆深俯冲。

#### 新元古代碰撞后岩浆活动
一般认为，在合并之后大陆裂谷作用和800—760Ma广泛存在的双峰火山作用出现在华南板块上。对此也有2个模型。
- 岩浆活动由板片断裂引发。[13]当俯冲的洋壳沉入地幔后，它会诱发地幔上升流和后续减压熔化。地幔熔化并形成铁镁质岩浆。铁镁质岩浆侵入或底侵上覆的陆壳，形成长英质岩浆。因此铁镁质和长英质两种火成岩共存。
- 岩浆活动由罗迪尼亚超大陆巨型地幔柱引发。先前的研究主张罗迪尼亚超大陆拥有所谓“SWEAT”构造（即西南劳伦西亚–东南极洲），[15]不过这个模型下，与巨地幔柱相关的辐射岩墙群的年代和地理位置仍有问题。[16]首先，年代差异太过巨大，以至于它们可能形不成同一组岩墙群；其次，劳伦西亚大陆的岩墙群支持在其西部的地幔柱，而在澳洲东部没有这样的证据。

华南板块很可能充当这缺失的一环（即“缺环”假说）。学者们据此认为地幔柱的顶端自825Ma开始引发裂谷和双峰火山作用。益阳825Ma的科马提质玄武岩标志着不可否认的地幔柱出现的证据。然而，潜没区的科马提质岩还有含水熔融等别的成因。另外，华南板块没有新元古代大火成岩省。

### 罗迪尼亚大陆中的位置

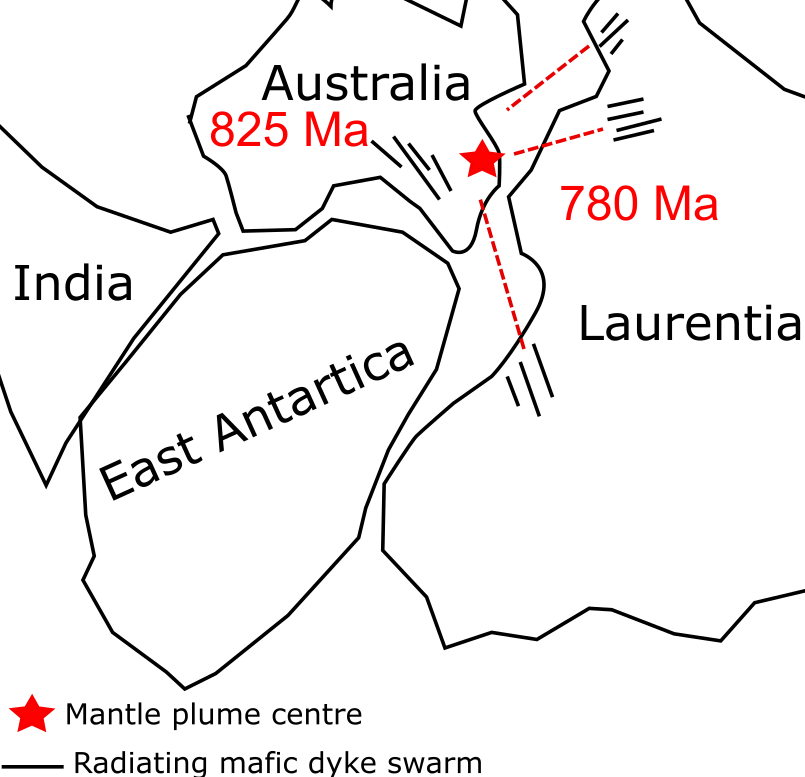
缺环假说。（Li, 2003）

华南板块在罗迪尼亚超大陆中的位置没有定论。主要的争议在于它究竟在内部还是在沿海。
“缺环”假说认为华南板块在澳州东部和劳伦西亚西部之间，位于罗迪尼亚超大陆内部。它也有些证据支持。
- 超级地幔柱记录：目前的假设需要一个坐落在地幔柱顶上的板块，介于澳洲东部和劳伦西亚大陆西部之间。[14][17][18]华南板块是个合适的选择。[19]
- 火成岩记录：海南岛的长英质花岗岩和火山岩，与跨洲的劳伦西亚南部花岗岩流纹岩省，在年代和同位素特征上都很相似。[21]这说明华南板块和劳伦西亚间的距离应该不远。

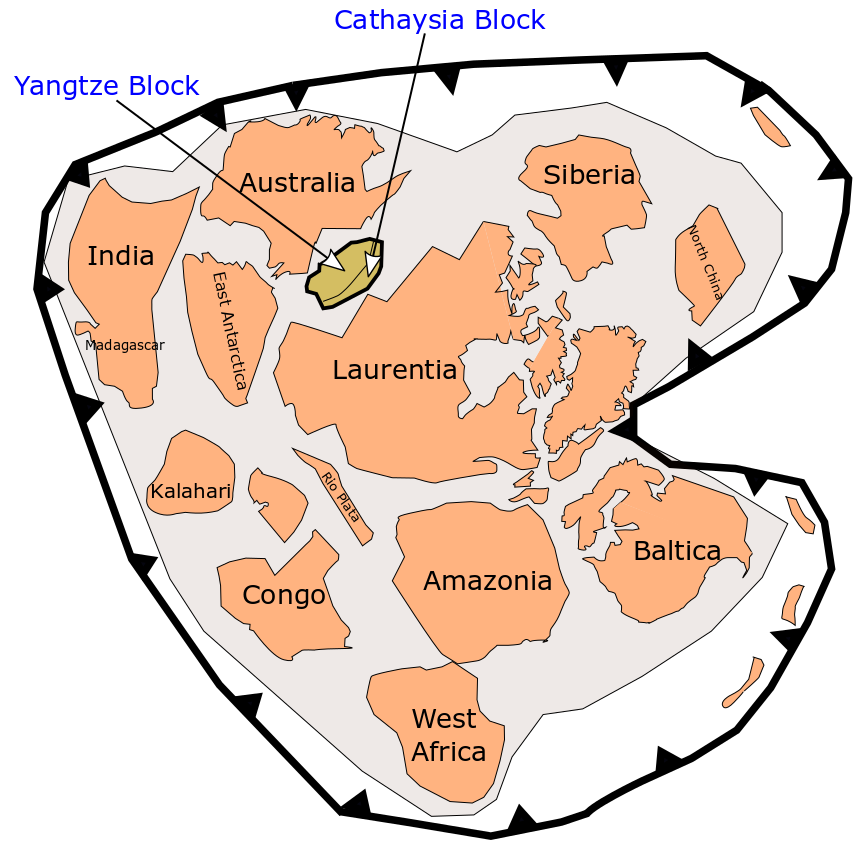
华南板块位于澳州东部和劳伦西亚西部之间，位于罗迪尼亚超大陆中央。

罗迪尼亚超大陆是在1300到900Ma间的一系列全球碰撞事件中逐渐组合起来的。一般认为罗迪尼亚中部的岩层不应该记录任何更晚期的碰撞事件。然而，就华南板块而言，碰撞事件的时间明确地持续到900 Ma之后。因此，它并不在罗迪尼亚超大陆的中心，岩性和构造证据都支持这一点。
- 双溪坞弧序列至少持续到了850Ma，展现出的是洋内岛弧。[7]这说明扬子陆块和华北陆块在900Ma后仍被大洋分隔。[7]
- 900Ma后蛇绿岩套内的仰冲型花岗岩。[24]蛇绿岩套是在碰撞期间并入大陆边缘的海洋岩石圈碎片。[26]:387–411它们并入大陆边缘后，沉积岩可能熔化为花岗状岩浆岩。[24][27]:29–44因此，蛇绿岩套形成的时间基本可以对应大陆并合的结束时间。
- 830Ma显著的角度非整合。理论上同碰撞岩层会变形，后碰撞岩层不会。因此，角度非整合的年代可以显示碰撞终点的年代。[1]

因此，华南板块可能位于罗迪尼亚超大陆外围，紧邻北印度和澳洲西部。

### 华夏地块和赤门地块的合并

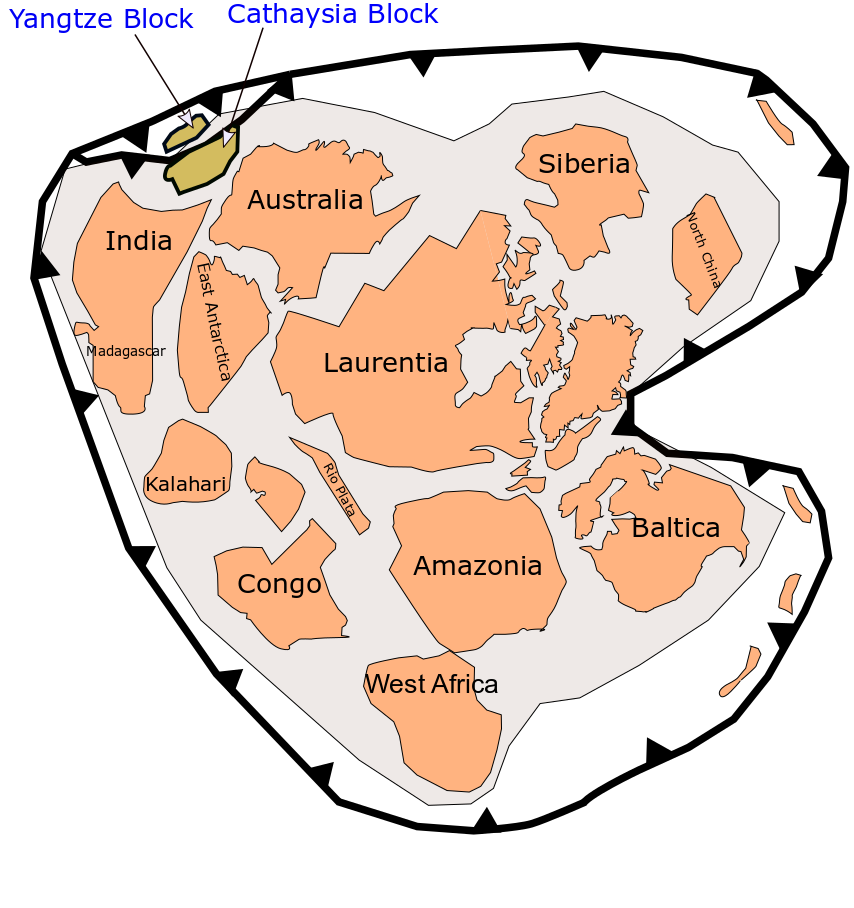
华南板块可能位于罗迪尼亚超大陆外围。

当赤门地块从羌塘地块上分离时，它被平移断层从碰撞系统中移走。接着，它在中晚侏罗世与华夏地块相撞。碰撞的年代与香港的重大变形事件一致（即香港西北的逆冲变质作用）。
不过，这个过程也被罕见的同时代的政和-大埔断裂带的岩浆活动所挑战。缝合带可能表现侧面切变事件，而不是碰撞事件。这样的机制或许可以和苏门答腊俯冲带的“镀银构造”比拟。:345–366如果这样假设没错，那么赤门地块应该被视作华夏地块的一部分，而不是一个独立的单元。

## 演化
根据传统的定义，华南板块是在新元古代扬子板块和华夏地块碰撞后形成的。合一后的华南板块在显生宙经历了4个重要事件，分别是武夷云开造山运动（早古生代）、峨眉山溢流玄武岩省（晚古生代）、印支运动（三叠纪）和燕山运动（侏罗-白垩纪），它们在华南板块引发了一系列变形、岩浆活动和变质作用。

### 武夷云开造山运动
武夷云开造山运动（奥陶纪-志留纪）是显生宙发生在华南板块内的第一个构造事件。有两个模型，分别是板内模型和寒武纪大洋模型。今日越来越多的研究者支持板内模型。

#### 板内模型
武夷云开造山运动有4个关键特征。
- 通过折叠和冲段使地壳增厚，但关于总体变形特征仍有较多疑点。[30]
- 志留纪（440–415 Ma）花岗岩侵入广泛存在。[30][31]:239–260[32][33]花岗岩包括黑云母二长花岗岩，以及含白云母、石榴石、电气石的花岗岩。[30][31][32][33]花岗岩的物质来源可能是先前就存在的地壳物质，而不是地幔的衍生成分，这由负的εNd（t）值支持。[30][2][31]
- 岩石经历过上绿片岩相至角闪岩相的岩浆活动（460–445Ma），这比花岗岩侵入要早。[34]
- 变质岩的压力-温度曲线是顺时针的。[34]这说明地壳变厚。

这个模型认为武夷云开造山运动发生在已经合体的华南板块内部。与远距大陆碰撞相关联的远场应力导致了华南板块内部的地壳增厚和岩浆活动（460–445Ma）。:819–853岩石圈下部的岩石应被高压转化成榴辉岩（密度极大）。岩石圈的这一部分最终崩解、因其大密度沉入地幔。这使得地幔上涌并发生减压熔融。地幔熔化并生成铁镁质岩浆。铁镁质岩浆底侵并熔化了过厚的地壳，形成志留纪的花岗岩侵入。
如此剧烈的内部变形的驱动力可归因于华南板块-印度克拉通在寒武纪的碰撞。据“缺环”假说，华南板块位于罗迪尼亚超大陆内部。在新元古代中期罗迪尼亚超大陆裂解时，华南板块向北漂。:278–313接着，寒武纪时，华南板块和冈瓦纳大陆边缘的西北印度克拉通相撞。羌塘地块在这次碰撞后被华南板块和印度克拉通夹在中间。北印度造山带也在这期间隆起。这次碰撞也是华南板块陆内变形作用的驱动。
碰撞的历程受限于沉积物源学研究。华夏地块的埃迪卡拉-寒武纪沉积岩是外源的。它们不来自于扬子板块，也不来自于附近的大陆板块或下伏华夏地块沉积序列的再循环，而是来自印度克拉通和东非造山带。这说明华南板块和印度克拉通很接近。

#### 寒武纪大洋模型
这个模型认为寒武纪曾有一个大洋位于扬子板块和华夏地块间。:184–191海洋的闭合使得这两个板块相撞并变形，发生岩浆活动和变质作用。然而，寒武纪的扬子板块和华夏地块砂岩却含有来源复杂的锆石，说明沉积物可以从一个板块上迁移到另一个板块上。这对于两者间存在海洋的假说相当不利。

### 峨眉山溢流玄武岩省
峨眉山溢流玄武岩省是中国西南部最重要、最独特的地质特征。玄武岩省活动的持续时间地质学上相当短（即1.0-1.5Ma）。:21–29岩石学和大地化学研究反映不容置疑的地幔柱来源。:953–959例如，橄榄岩代表岩浆的高温。 另外，这里的玄武岩与地幔柱产生的海岛玄武岩 （OIB）在同位素上很相似。:421–436

### 印支运动和燕山运动
印支运动（三叠纪）和燕山运动（侏罗-白垩纪）是中生代的变形和岩浆活动。

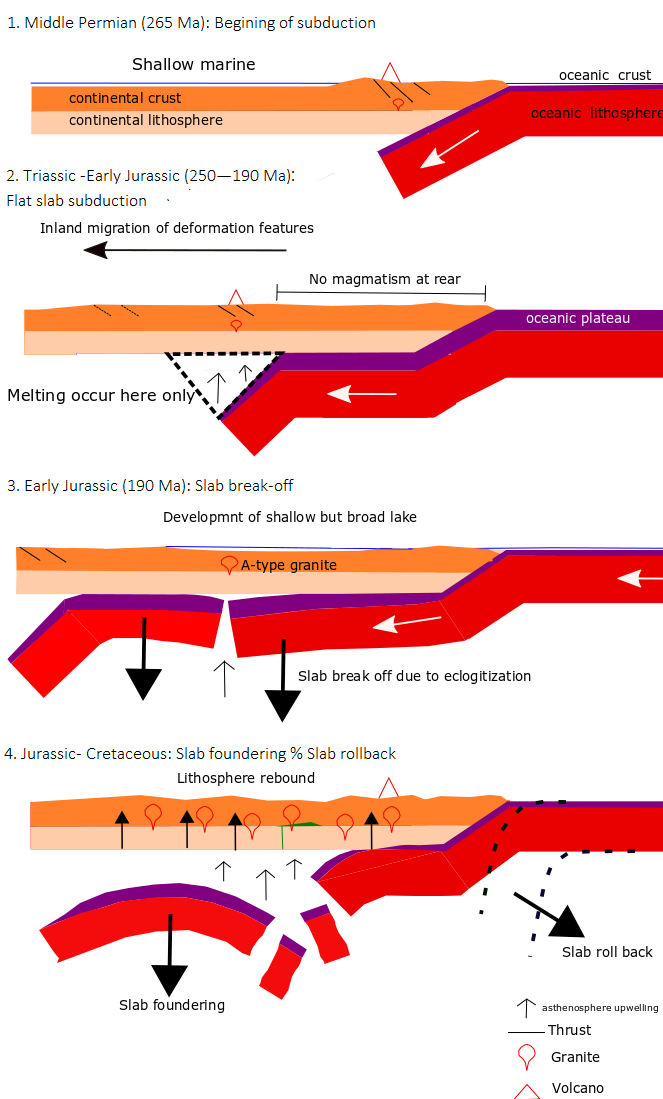

#### 平板潜没模型
中生代构造运动有一些特征。
- 华南板块包含非常广（1300km）的三叠纪~早侏罗纪东北走向褶皱冲断带。[3][41]:127–140[42]:186–204断层的年代展现了指向大陆内部的变新倾向。同期火成岩也展现出相似的空间年代关系。
- 中侏罗世的大规模岩浆活动。大多数火成岩展现板内构造环境（即伸展构造性质）。[3][41][42]
- 白垩纪岩浆活动展现海洋向的变新趋势。[43]:269–287[3][35]

平板俯冲常被漂浮的海底高原（即厚洋壳）引发。洋壳穿入陆壳下方时，褶皱和冲断带便会向内陆移动，使得变新趋势向大陆移动。同时期的岩浆活动只能出现在陆块前部。在陆块后部没有出现岩浆活动。因此，共时的火成岩也会展现相似的变新趋势。
随时间流逝，洋壳会被转换为密度极大的榴辉岩，接着洋壳会折断并下沉。同时，它会对其上的陆壳施加向下的拉力，使其出现盆地与湖泊。当洋壳彻底脱离后，上面的陆壳还会回弹，展现伸展构造性质；同时出现大股地幔涌流。这会产生广布的板内火成岩。
接着，“正常”厚度的洋壳也抵达潜没区。一般认为俯冲角会因浮力减小而增加，洋壳会被阻碍住。这会催生海洋向变新的白垩纪岩浆作用。
不过这一模型也面临许多挑战。
1. 二叠纪岩浆弧的出现
太平洋板块向西俯冲的开始时间存在争议。二叠纪同步弧岩浆作用未在东南沿海的省份发现，而是分布在华南板块南部。
2. 侏罗纪埃达克质岩的出现
一般的产生岩浆的方法是在地幔楔中熔化，这是由俯冲板块释放的流体辅助的。不过埃达克质岩是通过直接将板块熔化形成的。最近的研究发现平板俯冲过程中可能发生板块的熔化。:535就世界上10处已知的平板区域而言，其中至少8处都与埃达克质岩浆的出现有关。然而华南并没有晚侏罗世埃达克质岩。
3. 三叠纪构造体制
基于平板俯冲，中生代构造环境由古太平洋板块的俯冲系统主宰。不过，新证据显示三叠纪构造体制实际上被华北克拉通、华南板块和印支板块（即“三明治”模型）的陆-陆碰撞控制。:3048–3080
基于“三明治模型”，印支运动有2个特征：
- 华南板块的变形非常激烈。有东向西北向逆冲褶皱结构、东北走向的平移断层。[45]并未发现特殊的时空关系。[30]
- 三叠纪花岗岩岩浆作用可能来自原有的地壳物质，而不是地幔。[30]并未发现特殊的时空关系。[30]

华南板块在三叠纪被夹在华北克拉通和印支地块中间。当印支地块和华北克拉通与华南板块相撞时，相连的两起碰撞事件产生了褶皱、冲断层和平移断层。同时，过厚的地壳引发了三叠纪的花岗岩岩浆作用。

## 东南亚积淀
这一节解释华南板块如何与相邻的华北克拉通和印支地块等互相碰撞。
华南板块是东南亚最大的前寒武纪陆块之一。今日的东南亚是一群不同的由缝合带或造山带分隔的大陆板块杂烩。:605–623:262–286华南板块和其他板块间有两处显著的界限，分别是北部的秦岭造山带和南部的马江缝合线。目前的陆块构造是400 Ma之前一系列抬升和碰撞事件的结果。
简单说，东南亚的地质史具有冈瓦纳分散和亚洲积淀的特征。先是东南亚诸多大陆地块陆续离开冈瓦纳大陆。它们向北移动时，冈瓦纳和它们间陆续张开一系列海洋盆地，即古特提斯洋、中特提斯洋和新特提斯洋。这些盆地的消亡和闭合反映为东南亚陆块的产生。例如，秦岭造山带和松马缝合带就与古特提斯洋的一支陆缘海群的闭合有关。

### 与华北地块的碰撞
秦岭造山带是华北地块和华南板块间的造山带。商丹缝合带和勉略缝合带分别体现晚古生代和晚三叠世的两步碰撞，后者是使华南华北两个板块真正熔合的事件。:123晚三叠世碰撞使得高级变质岩层迅速抬升，造就了世界上最大的超高压变质岩带。:13339–13364
| 时代            | 事件                                                                                 | 证据 |
| 晚元古代—寒武纪 | 华北板块和华南板块被海洋分开。                                                       | - 统一的沉积地层差异(如同一组的走向的不同)出现。                                                                                           |
| 奥陶纪—早志留纪 | 华南板块俯冲到华北板块下，在秦岭以北形成弧后盆地，后来演化为华北板块南部的活跃陆缘。 | / |
| 中志留纪—泥盆纪 | 华南板块的断裂使得南北秦岭相撞。(即商丹缝合带)                                       | - 裂谷沉积和碱性岩浆沿秦岭南缘活跃。 - 古地磁数据表明华南板块南移。                                                                        |
| 石炭-二叠纪     | 持续张裂使得华南板块和南秦岭地块间形成海洋。                                         | - 勉略缝合带反映此海洋的闭合。该地区的蛇绿岩套提供了晚古生代存在海洋的证据。例如，变玄武岩展现中洋脊来源。                                 |
| 早中三叠世      | 华南板块俯冲到南秦岭地块下方，形成岩浆弧。                                           | - 形成岛弧钙碱性岩浆系岩石。 |
| 晚三叠世        | 华南板块和南秦岭地块合并。(即勉略缝合带)                                             | - 勉略缝合带形成超高压岩石，如柯石英-钻石榴辉岩组合。 - 商丹缝合带与碰撞有关的花岗岩经陆间碰撞和地壳增厚形成，其动因是华南板块的快速北移。 |

### 与印支板块相撞
华南板块可能在晚泥盆世–早石炭世和印支板块相撞，证据如下。
- 大规模早中石炭纪变形事件(即褶皱和冲断层)。[47]这说明存在大型碰撞事件。
- 马江缝合带两侧的前中石炭纪动物相并不相似，到中石炭纪，动物相却变得相似了。[47]这说明华南板块和印支板块在中石炭纪毗邻。

然而，部分学者则据马江缝合带的三叠纪变形相信这次碰撞发生于三叠纪。:83–93:211不过越南北部和华南的古地理环境是浅海碳酸盐台地。如果华南-印支板块碰撞发生在三叠纪，那么它理应产生一条造山带并因风化作用产生碎屑泥沙沉积。碳酸盐台地的出现则象征着平静的地质环境。鉴于华南板块和印支板块的合并较早，马江缝合带可能被三叠纪印支板块和羌塘-中缅马苏地块的碰撞重新激活。

## 矿产资源
华南板块最重要的矿产资源一定是稀土金属。它们的应用面非常广。:489–494现在，中国的稀土产量占全世界的80%。:65–95大量风化层中的稀土元素沉积分布在华南，如江西祖东矿床和广西姑婆山矿床。
当富稀土元素长英质岩浆冷却为岩石后，剧烈的风化作用会使稀土元素进一步集中。因此，岩浆的特性和风化作用的强度就成了稀土元素沉积的关键。在华南，这些矿床有75%来自侏罗纪至早白垩世的花岗岩和火山岩。因此，燕山运动也是华南重要的地质事件之一。

## 海洋爬行动物化石记录

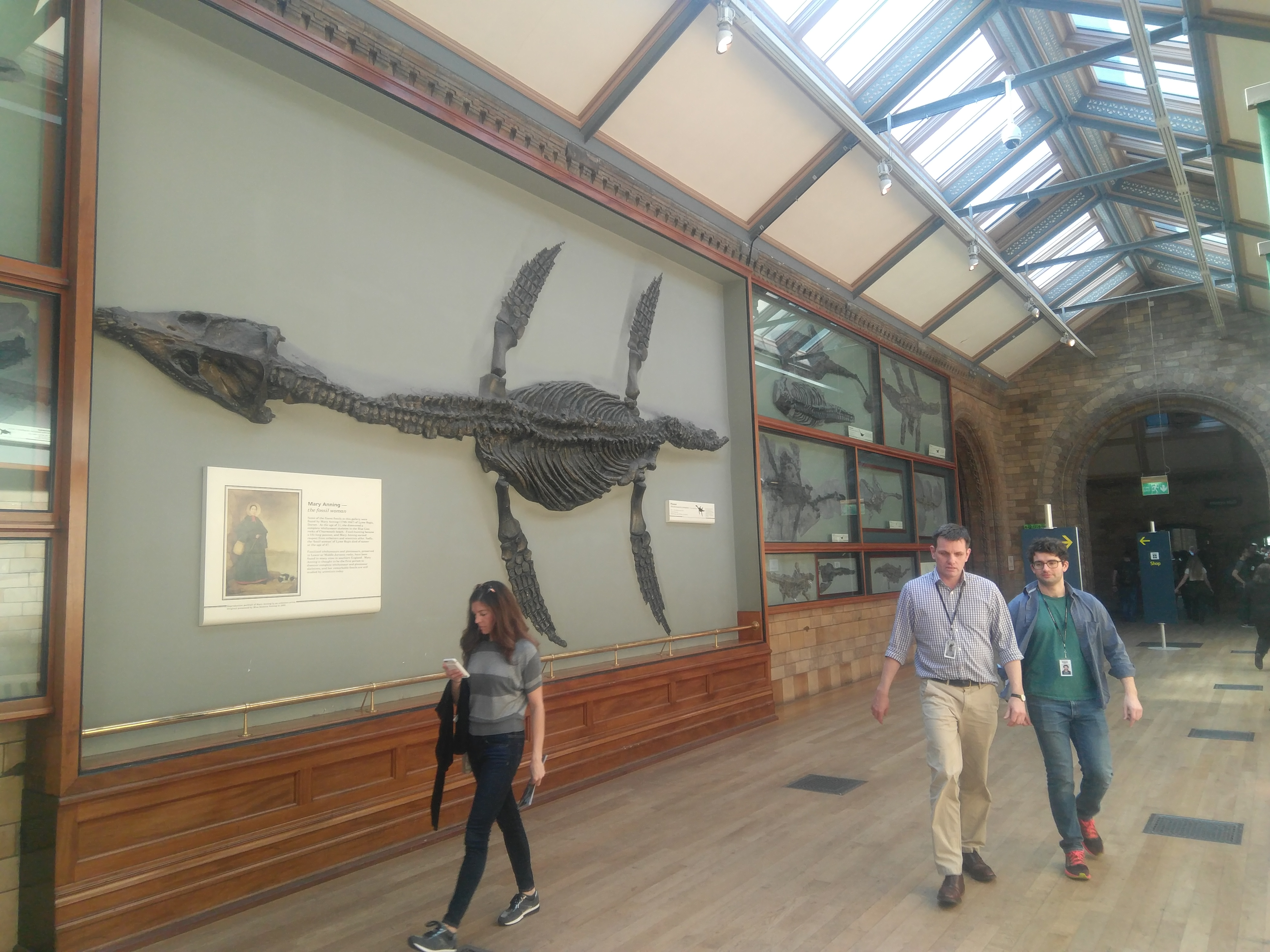
伦敦自然历史博物馆的鱼龙化石

几乎所有已知的三叠纪海洋爬行动物演化支化石都在华南有分布。当时它们是顶级掠食者。它们的出现说明这里出现过复杂的食物网。
二叠纪–三叠纪灭绝事件是地球历史上规模最大的灭绝事件。将近90%的海洋生物和约70%的陆地生物灭绝。
海洋生态系统从二叠纪-三叠纪灭绝事件中恢复的时间有争议。采自巢湖的最老的海洋爬行动物化石的年代(248.81 Ma)说明，灭绝事件发生后，海洋生态系统的恢复很快。